# Jang Mi-ran
Jang Mi-ran (in hangŭl: 장미란; 9 ottobre 1983) è una sollevatrice sudcoreana.

## Palmarès

### Olimpiadi
- 3 medaglie:
  - 1 oro (Pechino 2008 nei +75 kg)
  - 1 argento (Atene 2004 nei +75 kg)
  - 1 bronzo (Londra 2012 nei +75 kg)

### Mondiali
- 5 medaglie:
  - 4 ori (Doha 2005 nei +75 kg; Santo Domingo 2006 nei +75 kg; Chiang Mai 2007 nei +75 kg; Goyang 2009 nei +75 kg)
  - 1 bronzo (Antalya 2010 nei +75 kg)

### Giochi asiatici
- 3 medaglie:
  - 1 oro (Canton 2010 nei +75 kg)
  - 2 argenti (Busan 2002 nei +75 kg; Doha 2006 nei +75 kg)

### Campionati asiatici
- 1 medaglia:
  - 1 oro (Pyeongtaek 2012 nei +75 kg)